# Theodor Guggenberger

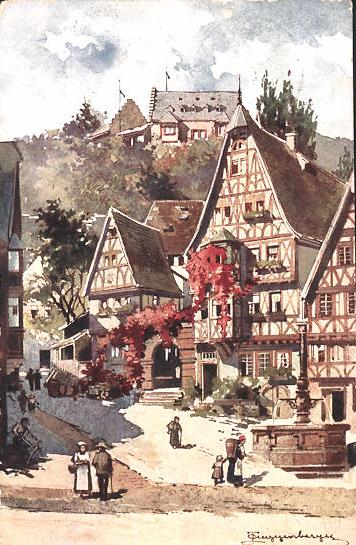
Ansichtskarte mit dem Miltenberger Marktplatz nach einer Vorlage von Theodor Guggenberger

Theodor Guggenberger (* 31. Dezember 1866 in München; † 6. Dezember 1929 ebenda) war ein deutscher Maler.

## Leben
Theodor Otto Michael Guggenberger war ein Sohn des Malers Thomas Guggenberger. Vermutlich erhielt er seine Ausbildung an der Münchner Kunstakademie. 1889 heiratete Guggenberger.
Guggenberger war Theater-, Landschafts- und Architekturmaler. Seine Aquarelle wurden oft lithographisch vervielfältigt und als Motive für Ansichtskarten verwendet. Guggenberger entwarf Papiertheater für den Schreiber-Verlag und schuf Karikaturen für Die Fliegenden Blätter. Das Stadtgeschichtliche Museum Leipzig bewahrt zahlreiche Kulissenbögen von Guggenbergers Hand. 1909 kam Ein lustig Jahr der Tiere von Gustav Falke mit Illustrationen von Theodor Guggenberger heraus. Für die Bayerische Landesausstellung 2016 Bier in Bayern wurden Filme mit Luise Kinseher gedreht, die als bayerische Kellnerin in einer Guggenberger-Dekoration zu sehen war.